# 2. Feldartillerie-Brigade (Deutsches Kaiserreich)
Die 2. Feldartillerie-Brigade war ein Großverband der Preußischen Armee.

## Geschichte
Die 2. Feldartillerie-Brigade wurde am 1. Oktober 1899 in Insterburg aufgestellt und während des Ersten Weltkrieges in Artillerie-Kommandeur 2 umfunktioniert. Diesem oblag die taktische Führung der gesamten Feld- und schweren Artillerie.
Sie war Teil der 2. Division, die dem I. Armee-Korps in Königsberg zugeordnet war. 

### Gliederung
- 1899 bis 1914

Feldartillerie-Regiment Prinz August von Preußen (1. Lithauisches ) Nr.1 und 2. Lithauisches Feldartillerie-Regiment Nr.37
- Kriegsgliederung 1914
- Bei Mobilmachung  wie vor
- Am 24. Februar 1918 Feldartillerie-Regiment Nr. 1 und II./Fußartillerie-Regiment Nr. 11

### Erster Weltkrieg
Die Brigade kämpfte im Verband der 2. Division bis Anfang/Mitte November 1917
an der Ostfront und wurde am 16. Februar 1917 in Artillerie-Kommandeur Nr. 2 umfunktioniert.
Von Ende November 1917 bis zum Kriegsende wurde der Verband an den Kämpfen an der Westfront eingesetzt. 
Zu den Kampfhandlungen, Gefechten und Schlachten siehe Kampfgeschehen der 2. Division.

### Brigadekommandeure
| Name                  | Datum                                                    |
| --------------------- | -------------------------------------------------------- |
| Hans von Gronau       | 1. Oktober 1899 bis 26. Oktober 1903                     |
| Louis Schwarz         | 27. Oktober 1903 bis 30. Juni 1907                       |
| Eduard Voigt          | 1. Juli 1907 bis 19. März 1911                           |
| Franz Ziemer          | 20. März 1911 bis 12. September 1913                     |
| Karl Fouquet          | 13. September 1913 bis 16. April 1915                    |
| Konrad von Sydow      | 17. April 1915 bis 1. Juli 1917                          |
| Eugen von Gestkowski  | 2. Juli 1917 bis 3. Juli 1917                            |
| Viktor von Blessingh  | 4. Juli 1917 bis 20. August 1918                         |
| Victor von Aigner     | 21. August 1918 bis Kriegsende                           |
| Ernst von Stockhausen | 10. Januar 1919 bis 30. September 1919 (Demobilisierung) |